# Кастель-Больйоне
Кастель-Больйоне (італ. Castel Boglione, п'єм. Castervé) — муніципалітет в Італії, у регіоні П'ємонт,  провінція Асті.
Кастель-Больйоне розташований на відстані близько 460 км на північний захід від Рима, 70 км на південний схід від Турина, 24 км на південний схід від Асті.
Населення — 618 осіб (2014).
Щорічний фестиваль відбувається 15 серпня. Покровитель — Assunzione della Vergine Maria.

## Демографія
Населення за роками:

Станом на 1 січня 2023 року в муніципалітеті офіційно проживало 89 іноземців з 15 країн, серед них 41 громадянин країн Євросоюзу.

## Сусідні муніципалітети
- Каламандрана
- Кастель-Роккеро
- Фонтаніле
- Монтабоне
- Ніцца-Монферрато
- Роккетта-Палафеа